# Геоінженерія

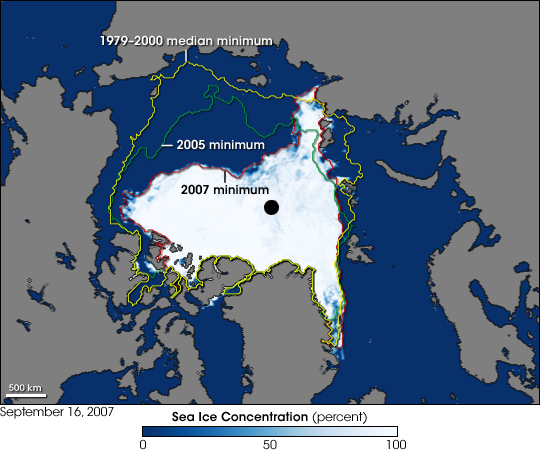
Значне скорочення обсягів криги у Північному Льодовитому океані в інтервалі між 1979 і 2007 роками

Геоінженерія (кліматична інженерія) — комплекс заходів і дій, спрямованих на активну зміну кліматичних умов у локальному регіоні Землі або по всій планеті з метою протидії небажаній зміні клімату та створення найбільш комфортних умов проживання та економічної діяльності на більшій частині планети.
У 2013 році IPCC, офіційна структура ООН, розглянула можливість використання методів геоінженерії для вирішення проблеми глобального потепління.

## Концепція
Основним мотивом формування концепції геоніженерії стала висловлювана деякими вченими починаючи з 1970-х років необхідність активно протидіяти великим кліматичним змінам, пов'язаним з глобальним потеплінням і масштабної емісією парникових газів. Основним доводом прихильників концепції є стрімко прискорені в останній час зміни клімату, що завдає вже нині величезну економічну шкоду і згодом може призвести навіть до загибелі людства.
Багато вчених, які підтримують ідею геоінженерії, стверджують, що навіть серйозне скорочення викидів шкідливих речовин в атмосферу і перехід до невикопних джерел енергії не зроблять помітного впливу на існуючі процеси зміни клімату.
Геоінженерія є комплексне вчення, що об'єднує в собі знання з різноманітних дисциплін, таких як:
- наукові (хімія атмосфери, екологія, метеорологія, ботаніка та ін.)
- інженерні (аерокосмічна інженерія, суднобудування, балістика та ін.)
- управління (ризик-менеджмент, операційні дослідження).

## Пропоновані проєкти
В даний час існує маса різноманітних геоінженерних проєктів, більшу частину яких можна розділити на наступні підгрупи:

### Керування сонячним випромінюванням
Проєкти, пов'язані з керуванням сонячним вивченням, націлені на пошук шляхів зменшення кількості сонячного випромінювання, що потрапляє на Землю. Проте в даному випадку вміст вуглекислого газу в атмосфері не знижується.
Проєкти, що належать до даної категорії:
- Розприскування аерозолів (зокрема, двоокису сірки в стратосфері з метою зменшення проникаючої здатності сонячного випромінювання через атмосферу.
- Використання «прохолодних дахів» на будинках і спорудах для відбивання сонячного випромінювання.
- Збільшення відбиваючої здатності хмар за рахунок збільшення їх щільності шляхом вприскування в атмосферу морської води.

### Зниження концентрації парникових газів
Проєкти щодо зниження концентрації парникових газів націлені або на безпосереднє видалення парникових газів з атмосфери, або на створення таких процесів, які б сприяли їх природному видаленню (наприклад, видалення надмірного вмісту вуглецю і вуглецьмістких речовин). До таких проєктів належать:
- Насичення океану іонами заліза з метою стимулювання фітопланктоном процесу фотосинтезу.
- Створення біовугілля — штучного вугілля шляхом піролізу біомаси з подальшим його похованням.
- Газоочистка повітря з метою видалення з нього вуглецьмістких сполук.
- Збільшення біомаси ґрунту і нарощування рослинної біомаси в аридних зонах (проєкт «Велика зелена стіна»[6]).

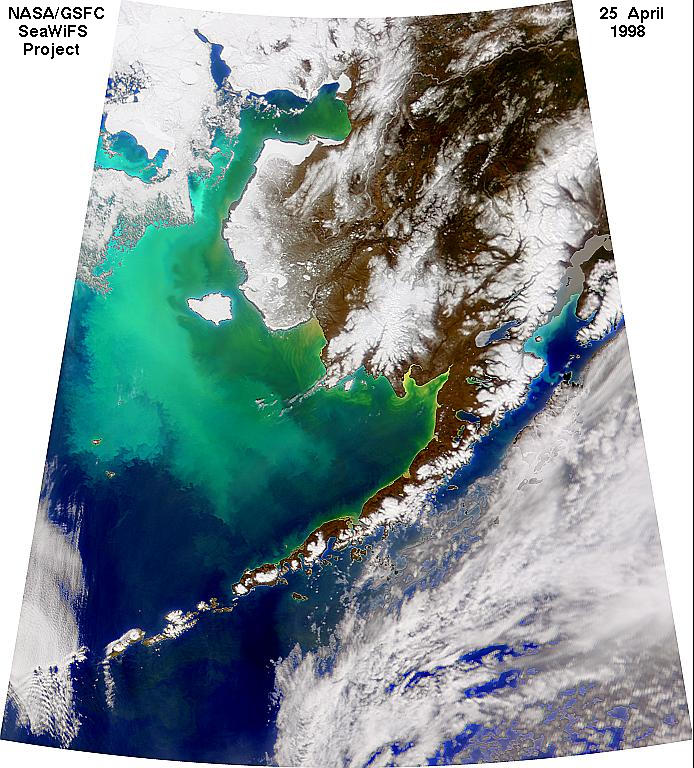
Знімок з космосу великого природного скупчення фітопланктону в Беринговому морі

### Арктична геоінженерія
Існує також серія проєктів, спрямованих головним чином на зменшення швидкості танення криги в Арктиці. Багатьма вченими дана проблема характеризується як найбільш серйозна і вимагає якнайшвидшого активного втручання зважаючи на винятково важливу роль криги Арктики у формуванні клімату північної півкулі. Льоди Арктики служать великим «дзеркалом», що відбиває випромінювання Сонця, а також утримують велику кількість метану, що є парниковим газом. До проєктів арктичної геоінженерії зокрема відносяться:
- Розпилення прісної води над Арктикою для створення потужного поверхневого шару льоду, адже морська вода менш схильна до замерзання.
- Розпилення аерозолів над Арктикою.

## Можливі ризики і критика
Крім прихильників геоінженерія також має безліч супротивників. Доводи проти геоінженерії наступні:

### Неефективність
Незважаючи на теоретичну обґрунтованість, при практичній реалізації ті чи інші проєкти можуть виявитися неефективними. Наприклад, при насиченні океану іонами заліза ступінь зниження обсягів вуглекислого газу може виявитися меншою, ніж очікується, адже при інтенсифікації фотосинтезу також буде збільшуватися обсяг відмерлого планктону.[джерело?]

### Неоднозначність проєктів
Технології, які націлені на тепловий контроль планети, але при цьому не вирішують проблему зменшення вмісту вуглекислого газу в атмосфері, можуть призвести до інших процесів, таких, як окислення світового океану.

### Проблеми контролю та передбачуваності
Багато учасників дискусій щодо проєктів геоінженерії висловлюють побоювання, що сукупний ефект від застосування тих чи інших засобів не повністю вивчений і усвідомлений, протікання процесів може стати малоефективним, нестабільним, або ж навпаки призвести до погіршення екологічної обстановки.[джерело?] У даний час поки що не існує надійних і відносно точних методів моделювання клімату та екологічного середовища, здатних враховувати вплив різних процесів в довгостроковий період.